# Vidra vas
Vidra vas (nemško Wiederndorf) je naselje v Občini Pliberk v Okraju Velikovec na Koroškem v Avstriji.